# Emanuel von Stanecke
Emanuel von Stanecke (ros. Эммануил Яковлевич фон Станеке; ur. 28 stycznia 1750 w Gdańsku, zm. 8 czerwca 1838 w Mitawie) – urzędnik Imperium Rosyjskiego, pracował jako inspektor celny, a następnie piastował urząd wicegubernatora i gubernatora kurlandzkiego. 

## Życiorys
Urodził się 28 stycznia 1750 w Gdańsku. Studia odbywał na Uniwersytecie Albertyna w Królewcu w 1768 roku. W 1779 roku został komisarzem w Korpusie Jegrów Carskich. W 1786 roku rozpoczął karierę w służbie celnej, jako podinspektor w Sankt Petersburgu. Na libawskiego inspektora celnego awansował w 1795 roku, dwa lata później przeniósł się do Mitawy jako radca Izby Skarbowej. W 1800 roku został inspektorem celnym guberni kurlandzkiej. Jego więzi z gubernią zostały potwierdzone wpisaniem 26 marca 1803 roku do martykuły szlachty piltyńskiej. W randze radcy stanu (V ranga cywilna w tabeli rang) został 2 września?/14 września 1811 roku mianowany wicegubernatorem kurlandzkim, na miejsce Jakoba von Brieskorna. W związku z nominacją dotychczasowego gubernatora Friedricha Wilhelma von Siversa do Senatu Rządzącego von Stanecke pełnił od 4 września?/16 września 1814 roku obowiązki gubernatorskie. Oficjalnie urząd ten objął 4 lutego?/16 lutego 1816 roku, w randze rzeczywistego radcy stanu (IV ranga cywilna). Został przewodniczącym powołanej 9 września?/21 września 1818 Komisji do Wprowadzenia Przepisów Ustawy o Chłopach Kurlandzkich. Postrzegany był przez miejscową szlachtę jako człowiek przyjazny, ale za mało energiczny. Ze względu na sędziwy wiek (był on najstarszym urzędującym gubernatorem kurlandzkim) otrzymał 6 lutego?/18 lutego 1824 roku dymisję. Resztę życia spędził w Mitawie, w „filozoficznym wyciszeniu”. Zmarł 6 czerwca 1838 roku w wieku 88 lat. 

## Rodzina
Drugą żoną Emanuela von Stanecke była młodsza od niego o 18 lat Sophie Charlotte z domu Boehtlingk (ur. 12 sierpnia 1768, zm. 9 lipca 1843), ślub miał miejsce 11 stycznia 1788 roku. Jej siostrę Annę Marię poślubił wcześniej Gustav Matthias von Lambsdorff, co czyniło obu gubernatorów kurlandzkich szwagrami.